# Mazatepec
Mazatepec es una localidad del estado mexicano de Morelos. Es la cabecera del municipio de Mazatepec.

## Toponimia
El nombre «Mazatepec» proviene de los términos en náhuatl: mazatl, venado; tepetl, cerro. Su significado es «Cerro de los venados».

## Demografía
| Gráfica de evolución demográfica |
|                                  |

| Censo | Población |
| ----- | --------- |
| 1900  | 1314      |
| 1910  | 1187      |
| 1921  | 1113      |
| 1930  | 1213      |
| 1940  | 1454      |
| 1950  | 1823      |
| 1960  | 1968      |
| 1970  | 3218      |
| 1980  | 4364      |
| 1990  | 3592      |
| 2000  | 4605      |
| 2010  | 4572      |
| 2020  | 4178      |